# Michael Craig
Michael Craig, nom de scène de Michael Francis Gregson, né le 27 janvier 1929 à Pune en Inde, est un acteur britannique.

## Biographie
M. Craig, natif d'Inde coloniale, est fils de Donald Gregson qui servit dans la 3e cavalerie indienne comme capitaine.

## Filmographie partielle

### Acteur
- 1954 : Tonnerre sur Malte (Malta Story) de Brian Desmond Hurst : Officier non crédité
- 1954 : La Loterie de l'amour (The Love Lottery) de Charles Crichton
- 1954 : Svengali de Noel Langley
- 1955 : Passage Home de Roy Ward Baker
- 1956 : The Black Tent de Brian Desmond Hurst : Sheik Faris
- 1956 : Yield to the Night de Jack Lee Thompson : Jim Lancaster
- 1956 : Eyewitness de Muriel Box
- 1956 : House of Secrets de Guy Green : Larry Ellis
- 1957 : High Tide at Noon de Philip Leacock : Nils
- 1957 : La Vallée de l'or noir (Campbell's Kingdom), de Ralph Thomas
- 1958 : The Silent Enemy de William Fairchild
- 1958 : Nor the Moon by Night de Ken Annakin : Rusty Miller
- 1958 : Les Diables du Désert (Sea of Sand), de Guy Green
- 1959 : Entrée de service (Upstairs and Downstairs), de Ralph Thomas
- 1959 : Opération Scotland Yard (Sapphire) de Basil Dearden : inspecteur Phil Learoyd
- 1960 : Le Silence de la colère (The Angry Silence) de Guy Green
- 1961 : L'Île mystérieuse (Mysterious Island), de Cy Endfield
- 1961 : Les Gangsters (Payroll) de Sidney Hayers
- 1962 : Accusé, levez-vous (Life for Ruth), de Basil Dearden
- 1963 : Les Heures brèves (Stolen Hours), de Daniel Petrie
- 1965 : Sandra (Vaghe stelle dell'Orsa), de Luchino Visconti
- 1965 : Les Chemins de la puissance de Ted Kotcheff
- 1966 : Modesty Blaise, de Joseph Losey
- 1968 : Star!, de Robert Wise
- 1970 : Country Dance, de Jack Lee Thompson
- 1970 : L'Ange et le Démon (Twinky), de Richard Donner
- 1971 : Les Brutes dans la ville (A Town Called Bastard), de Robert Parrish
- 1971 : Au fond de la piscine (In fondo alla piscina) d'Eugenio Martín
- 1973 : Le Caveau de la terreur (The Vault of Horror) de Roy Ward Baker
- 1976 : Per amore de Mino Giarda
- 1982 : Les Traqués de l'an 2000 (Turkey Shoot), de Brian Trenchard-Smith
- 1986 : Doctor Who : épisode « The Trial of a Time Lordː Terror of the Vervoids » : Le Commodore Travers
- 1988 : Appointement with Death de Michael Winner : Lord Peel